# ارمنستان در مسابقه آواز یوروویژن نوجوانان ۲۰۲۴
ارمنستان قرار است در مسابقه آواز یوروویژن نوجوانان ۲۰۲۴ در مادرید، اسپانیا شرکت کند. این کشور با ترانه «دوست کیهانی» که توسط لئو اجرا می‌شود، در مسابقات سال ۲۰۲۴ شرکت می‌کند. پخش‌کننده ارمنی تلویزیون عمومی ارمنستان (AMPTV) نماینده کشور را برای این مسابقه به صورت داخلی انتخاب کرد.

## زمینه
قبل از مسابقه ۲۰۲۴، ارمنستان ۱۶ بار در این مسابقه شرکت کرده بود. اولین حضور ارمنستان در این سری از مسابقات در سال ۲۰۰۷ بود. از آن زمان، این کشور ده بار در بین سه رتبه برتر قرار گرفته است –  بیشتر از هر کشور دیگری که تاکنون در این مسابقه شرکت کرده است –  و دو بار این مسابقه را برده است: در سال ۲۰۱۰ با ترانه «Mama» که توسط ولادیمیر ارزومانیان اجرا شد و در سال ۲۰۲۱ با ترانه «کامی کامی» که توسط مالنا اجرا شد. این کشور تصمیم گرفت در مسابقات سال ۲۰۲۰ شرکت نکند (به دلیل وضعیت اضطراری نظامی که به‌دنبال جنگ دوم قره‌باغ در آن زمان در کشور اعلام شد)؛ با این حال قرار بود این کشور توسط مالنا که برنده نهایی ۲۰۲۱ شد، نمایندگی شود. در مسابقات سال ۲۰۲۳، گروه یان گلز با ترانه «آن را به روش من انجام دهید» برای ارمنستان رقابت کردند که در نهایت در جایگاه سوم از بین ۱۶ شرکت‌کننده با ۱۸۰ امتیاز قرار گرفت.

## قبل از مسابقه یوروویژن نوجوانان
ارمنستان ۱ پس از تأیید حضور خود در مسابقه ۲۰۲۴، اعلام کرد که نماینده و ترانه خود را به‌طور داخلی انتخاب خواهد کرد و فرایند ارسال درخواست برای هنرمندان علاقه‌مند بین ۹ تا ۱۴ سال را تا تاریخ ۲۱ ژوئیه ۲۰۲۴ آغاز کرد؛ مهلت ارسال درخواست‌ها بعدها تا ۲۸ ژوئیه ۲۰۲۴ تمدید شد. تمامی درخواست‌ها به هنرمندانی نیاز داشت که دو ترانه را به صورت کاور ارسال کنند. ترانه منتخب یوروویژن نوجوانان به‌طور جداگانه برای هنرمند انتخاب شده در تاریخ بعدی ارسال می‌شد. پس از بسته شدن دوره ارسال درخواست‌ها، بیش از ۱۰۰ درخواست ارسال شده بود.
پس از دو مرحله آزمون، یک گروه متخصص متمرکز متشکل از حرفه‌ای‌های صنعت موسیقی از داخل و خارج کشور که توسط ارمنستان ۱ منصوب شده بودند (که در جدول زیر آورده شده‌اند) نماینده نهایی کشور را تعیین کردند. در تاریخ ۲۸ سپتامبر ۲۰۲۴، ارمنستان ۱ اعلام کرد که لئو مکرتچیان، ده ساله، که به‌طور اختصاری لئو شناخته می‌شود، به‌عنوان نماینده ارمنستان برای مسابقه ۲۰۲۴ انتخاب شده است.
| عضو                  | کشور     | شغل                                                                                    |
| -------------------- | -------- | -------------------------------------------------------------------------------------- |
| الکساندرا ردده-امییل | فرانسه   | سرپرست نمایندگی فرانسه، تهیه‌کننده اجرایی مسابقات نوجوانان و نوجوانان                   |
| آرامایس هایرایپتیان  | ارمنستان | مدیر، بنیان‌گذار گراویتی پروداکشن                                                       |
| کارلا بوگالهو        | پرتغال   | سرپرست نمایندگی پرتغال، تهیه‌کننده اجرایی جشنواره آهنگ                                  |
| گریک پاپویان         | ارمنستان | بازیگر، موسیقی‌دان، مجری، نویسنده و کمدین، مجری                                         |
| ایوتا موکوشیان       | ارمنستان | خواننده، نماینده ارمنستان در مسابقه یوروویژن ۲۰۱۶، مجری مسابقات ۲۰۲۲                   |
| لی اسمیتورست         | انگلیس   | سرپرست نمایندگی بریتانیا در مسابقه یوروویژن، سرپرست برنامه مسابقه مسابقه یوروویژن ۲۰۲۳ |
| مارا پیِکارسکا        | لهستان   | سرپرست نمایندگی لهستان، تهیه‌کننده اجرایی                                               |

### انتخاب آهنگ
آهنگ لئو، دوست کیهانی توسط مالنا، توکیونین و واهرام پتروسیان نوشته شد. این سه نفر پیش از این آهنگ‌های ارمنی برای مسابقات ۲۰۲۱ و ۲۰۲۳ نوشته بودند. خود آهنگ در ۲۲ اکتبر ۲۰۲۴ منتشر شد.

## مسابقه نوجوانان یوروویژن
مسابقه نوجوانان یوروویژن ۲۰۲۴ قرار است در استادیوم جعبه جادویی در مادرید، اسپانیا در ۱۶ نوامبر ۲۰۲۴ برگزار شود. ارمنستان در ردیف چهارم اجرا خواهد کرد (پس از آلبانی و پیش از قبرس).

#### رأی‌گیری
همان سیستم رأی‌دهی که در دوره ۲۰۱۷ معرفی شد، در این دوره نیز استفاده شد، به‌طوری‌که نتایج از ۵۰٪ رأی‌گیری آنلاین و ۵۰٪ رأی‌گیری هیئت داوران تعیین می‌شد. هر کشور یک هیئت داوران ملی داشت که شامل سه نفر از حرفه‌ای‌های صنعت موسیقی و دو نوجوان بین ۱۰ تا ۱۵ سال بود که شهروند کشور خود بودند. رتبه‌بندی این داوران ترکیب شد تا ده رتبه برتر کلی به‌دست آید.
رأی‌گیری آنلاین شامل دو مرحله بود. مرحله اول رأی‌گیری آنلاین در تاریخ ۲۲ نوامبر ۲۰۱۹ آغاز شد، زمانی که یک بازبینی از تمام اجراهای تمرینی در وب‌سایت مسابقه Junioreurovision.tv نمایش داده شد و پس از آن بینندگان می‌توانستند رأی دهند. پس از این، رأی‌دهندگان همچنین این گزینه را داشتند که کلیپ‌های یک دقیقه‌ای طولانی‌تری از هر اجرای تمرینی شرکت‌کنندگان مشاهده کنند. این مرحله اول رأی‌گیری در تاریخ ۲۴ نوامبر ساعت ۱۵:۵۹ به‌وقت محلی پایان یافت. مرحله دوم رأی‌گیری آنلاین در طول نمایش زنده برگزار شد و درست پس از آخرین اجرا آغاز شد و به مدت ۱۵ دقیقه باز بود. بینندگان بین‌المللی قادر بودند برای حداقل سه و حداکثر پنج آهنگ رأی دهند. آنها همچنین می‌توانستند برای آهنگ کشور خود رأی دهند. سپس این رأی‌ها به امتیازهایی تبدیل می‌شد که بر اساس درصد رأی‌های دریافتی تعیین می‌شد. به‌عنوان مثال، اگر یک آهنگ ۱۰٪ از رأی‌ها را دریافت می‌کرد، ۱۰٪ از امتیازات موجود را دریافت می‌کرد.